# François Drolet
François Louis Drolet (ur. 16 lipca 1972 w Sainte-Foy) – kanadyjski łyżwiarz szybki specjalizujący się w short tracku. Złoty medalista olimpijski z Nagano.
Igrzyska w 1998 były jego jedyną olimpiadą. Indywidualnie zajmował miejsca poza pierwszą dziesiątką, jednak wspólnie z kolegami triumfował w sztafecie. Wkrótce po imprezie zakończył karierę. Wcześniej był medalistą mistrzostw świata (w sztafecie i drużynie).